# Jindřich Vobořil (úředník)
Jindřich Vobořil (* 29. září 1966 Brno) je český odborník na drogovou problematiku, v letech 2010 až 2018 a opět 2022 až 2024 národní protidrogový koordinátor, člen ODS.

## Život a kariéra
Vystudoval pedagogiku a teologii na Cyrilometodějské teologické fakultě Univerzity Palackého v Olomouci, později absolvoval postgraduální studium aplikované psychologie na John Moores University v Liverpoolu.
Před nástupem do funkce národního protidrogového koordinátora (ve funkci vystřídal Kamila Kalinu) působil jako výkonný místopředseda Rady vlády pro koordinaci protidrogové politiky nebo jako předseda a vrchní ředitel Sdružení Podané ruce.
V květnu 2018 oznámil, že ke konci července téhož roku odejde z funkce národního protidrogového koordinátora. Oficiálním důvodem jsou osobní důvody (žije v Brně, má děti, do Prahy musí dojíždět a stěhovat se dle svých slov nehodlá). Média však také poukázala na jeho neshody s bývalým ministrem financí ČR a pozdějším premiérem ČR v demisi Andrejem Babišem. Na začátku srpna 2018 pak kritizoval svou nástupkyni Jarmilu Vedralovou.
Je členem ODS. Ve volbách do Evropského parlamentu v květnu 2019 kandidoval na 20. místě kandidátky ODS, ale nebyl zvolen.
V únoru 2022 skončila ve funkcích národní protidrogové koordinátorky a ředitelky Odboru protidrogové politiky Úřadu vlády ČR Jarmila Vedralová, a to po vzájemné dohodě s vládou Petra Fialy. Novým koordinátorem se pak stal právě Vobořil.
V komunálních volbách v roce 2022 kandidoval jako člen ODS do Zastupitelstva města Brna, a to na kandidátce subjektu „SPOLEČNĚ - ODS a TOP 09“, ale nebyl zvolen.
V červenci 2024 uvedl, že se po konzultaci s premiérem Petrem Fialou rozhodl skončit ve funkci protidrogového koordinátora k 31. srpnu 2024.